# Stockholm (Wisconsin)
Stockholm – miasto w Stanach Zjednoczonych, w stanie Wisconsin, w hrabstwie Pepin.